# هانس هيرميس
هانس هيرميس (بالألمانية: Hans Hermes)‏ هو عالم حاسوب ورياضياتي ألماني، ولد في 12 فبراير 1912 في نوينكيرشن في ألمانيا، وتوفي في 10 نوفمبر 2003.